# Masoncus
Masoncus Chamberlin, 1949 è un genere di ragni appartenente alla famiglia Linyphiidae.

## Distribuzione
Le quattro specie oggi attribuite a questo genere sono state rinvenute in America settentrionale: tre in territorio statunitense, e la M. dux in quello canadese.

## Tassonomia
A dicembre 2011, si compone di quattro specie:
- Masoncus arienus Chamberlin, 1949[3] — USA
- Masoncus conspectus (Gertsch & Davis, 1936) — USA
- Masoncus dux Chamberlin, 1949 — Canada
- Masoncus pogonophilus Cushing, 1995 — USA

### Sinonimi
- Masoncus nogales Chamberlin, 1949; questi esemplari, a seguito di un lavoro dell'aracnologo Ivie del 1967, sono stati posti in sinonimia con M. conspectus (Gertsch & Davis, 1936)[1].